# Helicoradomenia
Helicoradomenia is een geslacht van wormmollusken uit de  familie van de Simrothiellidae.

## Soorten
- Helicoradomenia acredema Scheltema, 2000
- Helicoradomenia bisquama Scheltema, 2000
- Helicoradomenia juani Scheltema & Kuzirian, 1991
- Helicoradomenia parathermalis Salvini-Plawen, 2008